# Deltocephalus stigma
Deltocephalus stigma är en insektsart som beskrevs av Claudius Rey 1892. Deltocephalus stigma ingår i släktet Deltocephalus och familjen dvärgstritar. Inga underarter finns listade i Catalogue of Life.